# 小野兽花店
《小野兽花店》是由滕华涛担任出品人兼监制，由王柯达、胡可、厉娜、赵巍等人主演的国内首部以鲜花为题材的都市爱情网络剧。2014年12月開機，该剧以贴合当下年轻人生活状态的故事为基础，讲述了围绕小野兽花店老板娘叶青所发生的温馨浪漫的爱情故事。
该剧已经于2015年1月17日在土豆网首播。

## 簡介
即将与男友路文结婚的叶青（胡可饰）经营着一家花店，在一次为明星婚礼准备鲜花的工作中，花店的鲜花突然出现问题，而叶青又惹上了爱耍大牌的富二代梁十（王柯达饰），蒙头工作解决问题的叶青错过了与男友的约会，当工作的问题解决回到家时才发现男友的衣物与日用品已经不在，故事也由此展开。

## 播出時間

### 首播
| 頻道   | 播出國家 | 播放日期      | 播放時間            |
| ------ | -------- | ------------- | ------------------- |
| 土豆网 | 中国     | 2015年1月17日 | 每周四、周六21:00起 |

## 演員列表

### 主要演員
| 演員   | 角色   | 介紹 |
| 王柯达 | 梁十   | 梁十原本是衣食无忧的富二代，却在机缘巧合下成为野兽派花店的员工，与他的怪咖同事和奇葩顾客们，一起经历着花花世界里的恩怨情仇，求爱不得，求忘不能的情感纠葛。                                                                                 |
| 胡可   | 叶青   | 即将与男友路文结婚的叶青经营着一家花店，在一次为明星婚礼准备鲜花的工作中，花店的鲜花突然出现问题，而叶青又惹上了爱耍大牌的富二代梁十，蒙头工作解决问题的叶青错过了与男友的约会，当工作的问题解决回到家时才发现男友的衣物与日用品已经不在。 |
| 厉娜   | 方小圆 | 花店员工方小圆。能在叶青难过时给叶青安慰，也能在花店遭遇刁难时机智应对。 |
| 赵巍   | 鲍晋   | 叶青前男友 |

### 客串演出

小野兽花店海报

| 演員   | 角色     | 介紹                   | 登場集數 |
| 陈亦飞 | 陈亦飞   | 明星，小野兽花店客户。 | 1        |
| 张子萱 | 张子萱   | 花痴女，仰慕梁十。     | 1-2      |
| 李晟   | 李晟     | 叶青闺蜜。             | 2        |
| 曹曦文 |          |                        |          |
| 刘雅瑟 | 银行经理 |                        | 9        |

## 場景
上海

## 製作團隊
- 導演：张岩；唐若丁
- 編劇：巩雪
- 製片人：胡可；张阿瞳
- 投資出品：土豆、华美时空、完美影视